# Topolino - Strepitose avventure
Topolino - Strepitose avventure (Mickey Mouse Mixed-Up Adventures) è una serie televisiva d'animazione statunitense realizzata da Disney Television Animation. È il successore di La casa di Topolino, e anche questa è realizzata in 3D. La serie (nota nelle prime due stagioni come Topolino e gli amici del rally in italiano e Mickey and the Roadster Racers in inglese) è stata trasmessa negli USA il 15 gennaio 2017 su canale Disney Junior e Disney Channel e la seconda stagione è stata confermata il 15 marzo dello stesso anno. In Italia, la serie è trasmessa dal 19 aprile su Disney Junior. All'interno della serie viene trasmessa la miniserie Topolino e gli amici del rally presentano: Cip e Ciop Stories.

## Trama
Nelle prime due stagioni, intitolate: Topolino e gli amici del rally narra la storia di 5 amici, che fanno corse con le macchine.

## Personaggi e doppiatori
Segue un elenco parziale dei personaggi principali o più ricorrenti, con l'indicazione del doppiatore originale e italiano.

### Personaggi principali
- Topolino - Bret Iwan - Alessandro Quarta. Il leader dei Sensazionali Sei, al volante della sua Topobolide con il nº 28.
- Minni - Russi Taylor - Paola Valentini. Il secondo membro femminile del gruppo, al volante della sua Tuonorosa ispirata alle auto francesi degli anni '30. È il gestore dell'azienda Aiutamiche.
- Pippo - Bill Farmer - Roberto Pedicini. Il terzo membro del gruppo, al volante della sua Turbotinozza.
- Paperino - Daniel Ross - Luca Eliani. Il quarto membro del gruppo, al volante del suo Cabinato.
- Paperina - Tress MacNeille - Laura Lenghi. La migliore amica di Minni è il quinto membro del gruppo, al volante della sua Turbofiore. È il gestore dell'azienda Aiutamiche.
- Pluto - Bill Farmer - Leslie La Penna. Il cane di Topolino, mascotte dell'azienda Aiutamiche che, insieme a Cucù Loca e Cip e Ciop, fa il tifo a Topolino e i suoi amici.

### Personaggi ricorrenti
- Pietro Gambadilegno - Jim Cummings - Angelo Nicotra. Il principale antagonista della serie è un guastafeste e fa di tutto per ostacolare Topolino e i suoi amici per vincere ogni gara imbrogliando, ma senza successo.
- Clarabella - April Winchell - Emanuela Baroni.
- Orazio Cavezza - Bill Farmer - Luigi Rosa (episodio 1x05) e Giulio Pierotti (episodio 2x17)
- Pico De Paperis - Corey Burton - Gerolamo Alchieri
- Cucù-Loca - Nika Futterman - Monica Bertolotti
- Cip - Tress MacNeille - Antonella Rinaldi
- Ciop - Corey Burton - Teo Bellia
- Hilda - April Winchell - Micaela Incitti
- Luigi - Tony Shalhoub - Guido Meda
- Robbie Roberts - Tim Gunn - Neri Marcorè

### Personaggi secondari
- Agente Chips - Peter Serafinowicz - Roberto Pedicini
- José Carioca - Marc La Roya - Piero Di Blasio
- Panchito - Carlos Alazraqui - Paolo De Santis
- Chiquita la gallina - Russi Taylor
- Zio Pippo - Roberto Pedicini
- Suzie - Natalie Coughlin - Agnese Marteddu
- Jiminy Johnson - Jimmy Johnson - Manuel Meli
- Danni Sue - Danica Patrick - Angela Brusa
- Gordon Grinta - Jeff Gordon - Sergio Lucchetti
- Cucù-La-Là - Nika Futterman - Ilaria Latini
- Emmy Lou - Kate Micucci - Monica Vulcano
- Zia Olina - Tia Carrere - Tatiana Dessi
- Chef Gerald - Gordon Ramsay - Francesco Pezzulli
- Chef Pierre le Pierre - Jon Curry - Alessandro Budroni
- Dottor Crutchley - Peter Serafinowicz (1ª voce), Stephen Fry (2ª voce) - Michele Gammino
- Sig. Bigby - Bill Farmer - Leslie James La Penna
- Sig.ra Bigby - Andrea Martin - Ludovica Modugno
- Sig. Felice - Fred Willard - Giorgio Locuratolo
- Puck McGrugno - August Maturo - Diego Follega
- Pearl McGrugno - Stella Edwards - Chiara Fabiano
- Sig. McGrugno - Patton Oswalt - Leslie James La Penna
- Sig.ra McGrugno - Russi Taylor - Marta Altinier
- Sig.ra Bonbon - Hoda Kotb (1ª voce), Tress MacNeille (2ª voce) - Marta Altinier
- Elray Thunderboom - Evan Kishiyama - Gabriele Meoni
- Sig. Thunderboom - Jim Cummings -
- Sig.ra Thunderboom - Nika Futterman - Francesca Zavaglia
- Buddy McBilly - Cooper Stutler - Luca Tesei
- Sig. McBilly - Bill Farmer - Luigi Scribani
- Sig.ra McBilly - Leigh-Allyn Baker - Francesca Zavaglia
- Regina d'Inghilterra - Jane Leeves - Aurora Cancian
- Billy Beagle - Jay Leno - Teo Bellia
- Nonno Beagle - Héctor Elizondo - Bruno Alessandro
- Il grande Mortimer - Maurice LaMarche - Franco Mannella
- Comandante Sgraffigna - Steve Valentine - Christian Iansante